# Panorpa miyakeiella
Panorpa miyakeiella är en näbbsländeart som beskrevs av Miyamoto 1985. Panorpa miyakeiella ingår i släktet Panorpa och familjen skorpionsländor. Inga underarter finns listade i Catalogue of Life.